# 盧瑞安
盧瑞安，BBS，JP（1951年—），第十二屆和第十三屆港區全國人大代表、香港中國旅行社董事長、香港旅遊發展局成員、選舉委員會委員。

## 榮譽
- 非官守太平紳士 (2006年)
- 銅紫荊星章 (2007年)